# Comuna Vulturești, Argeș
Vulturești este o comună în județul Argeș, Muntenia, România, formată din satele Bârzești, Huluba și Vulturești (reședința).

## Așezare
Comuna se află în marginea estică a județului, la limita cu județul Dâmbovița, pe malurile Argeșelului. Este străbătută de șoseaua națională DN73D, care o leagă spre nord de Hârtiești, Boteni, Mioarele și Valea Mare-Pravăț (unde se termină în DN72A) și spre sud de Davidești și Mărăcineni (unde se termină în DN73).

## Toponimia localităților componente
Bârzești - toponim topografic format pe baza eponimului - poreclă Bârzu (la origine, slav. bârzu = iute) + sufixul colectiv - ești, care indică organizarea socială pe bază de obște a așezării. În structura denumirii, originea transilvăneană a unora dintre locuitori este atestată prin tradiția orală: „Numele său vine de la niște ciobani din Țara Bârsei, care s-au stabilit aici, cu oile”.
Huluba - toponim, la origine, apelativul hulubă = „una dintre cele două rude de la căruță, între care se înhamă calul”.
Vulturești - toponim format pe baza eponimului Vultur (la origine, apelativ) + sufixul colectiv - ești, care indică organizarea socială pe bază de obște a așezării. Tradiția orală, prin care se nominalizează, drept întemeietor al așezării, un căpitan al lui Mihai Viteazul, Vultur, comandantul ariergărzii oștirii retrase la Stoenești, după bătălia de la Călugăreni, este infirmată prin atestarea anterioară a satului (1512-1513).

## Istorie
La sfârșitul secolului al XIX-lea, comuna făcea parte din plasa Argeșelul a județului Muscel și era formată din satele Vultureștii de Sus, Vultureștii de Jos și Bătiești. În comună funcționau un fierăstrău, 4 mori de apă, o școală și trei biserici, iar locuitorii se ocupau cu creșterea viermilor de mătase, agricultura și rotăria. La acea dată, pe teritoriul actual al comunei mai funcționa, în aceeași plasă, și comuna Bârzești, având 546 de locuitori în satele Bârzești și Albulești. Existau și aici o biserică, construită în 1882 și o școală cu 41 de elevi.
Anuarul Socec din 1925 consemnează comunele în aceeași plasă, comuna Vulturești având aceeași alcătuire și 1441 de locuitori, iar comuna Bârzești având 1291 de locuitori în satele Bârzești, Voroveni, Albulești și Gura Ulubei.
În 1950, comunele au fost transferate raionului Muscel din regiunea Argeș, ulterior comuna Bârzești dispărând și fiind inclusă în comuna Vulturești. În 1968, a trecut la județul Argeș, și a fost imediat desființată, satele ei fiind arondate comunei Hârtiești. Comuna Vulturești, în componența actuală, a reapărut în anul 2003.

## Specific etnocultural
Arhitectura populară tradițională este caracteristică zonei Muscel. Construcțiile de locuit foarte vechi prezentau tindă pe lățime și erau construite din bârne tencuite, înălțate pe un soclu de piatră. Prispa în consolă (uneori, parțială) avea spațiul de sub ea închis în continuarea pălimarului de lemn.
Casele edificate în perioada de sfârșit a secolului al XIX-lea și la începutul secolului XX dispun de o sală înaltă cu 4 sau 6 goluri, cu parapet zidit, separat, de soclu, printr-o profilatură de antablament. În soclul plin al parterului, sunt practicate deschideri pentru ușa de acces la etaj (pe o scară mascată de soclu) și intrarea la gârliciul pivniței. Parterul era amenajat ca loc de depozitare a produselor pomicole, iar etajul era destinat locuinței formate dintr-o tindă centrală și două camere laterale. Ornamentele în stucatură conferă majorității construcțiilor note certe de individualizare. În cazul unor case, sunt monogramate în cartuș inițialele numelor proprietarilor și anul definitivării construcțiilor. 
Exceptând ocupațiile de bază, printre care se menționează: creșterea animalelor, pomicultura, zidăria, dulgheria, tâmplăria, specializarea unor locuitori în rotărie înregistra o amploare considerabilă, întrucât produsele se desfăceau în târgurile din județele: Argeș, Romanați, Olt, Vlașca și Teleorman. O îndeletnicire străveche, ca de exemplu căutarea aurului în nisipul apelor curgătoare este pe cale de dispariție.
Portul popular tradițional, folclorul literar și cel coregrafic, se circumscriu, prin caracteristicile lor generale, ariei creației populare din zona colinară a Muscelului.
„Locuitorii din Vulturești purtau, potrivit observației etnologului Ion Chelcea, ițari largi din lână merinos, din cânepă și cu barda la spate: aceștia erau cioplitori în lemn, dogari etc. Cămașa se strângea la mijloc cu bete sau brâu”.
Meștere renumite în arta țesutului și a cusutului: Costea Elena (n. 1935), Iacob Sabina (n. 1928) și Opricescu Elena (n. 1937) specializate în confecționarea iilor, cămășilor bărbătești, fotelor, prosoapelor, șervetelor, batistelor de nuntă, fețelor de masă pe care le vindeau în târgurile din zonă. Costea Elena lucra, de asemenea, covoare persane.
Din repertoriul folclorului coregrafic zonal, elemente de particularizare locală prezintă dansurile: Basarabeasca, Boereasca, Bordeiașul, Brâul de la Davidești, Brâul de la Vulturești, Căzăceasca, Ceardașul, Costoreanca, Dânga și Focșeneanca.
Ansamblul vocal folcloric „Tinere talente” al Școlii Vulturești - sub coordonarea artistică a instructorului institutor Ion Mateescu include, în repertoriul său, cântece și dansuri populare din zona etnofolclorică Argeș Muscel. Corul de voci egale al Școlii Vulturești dirijat de Institutorul Ion Mateescu este renumit prin concertele sale. Dintre rapsozii populari locali, s-au remarcat: Elena Nițulescu, Nicolae Nica și Maria Ilinescu, care au preluat, în repertoriul lor, cântece populare tradiționale.
La Vulturești, a fost organizat, de către înv. Ion Mărgescu, Cercul de pictură naivă pentru elevi, printre membrii săi, numărându-se: Arsenescu Dumitru, Arsenescu Ion, Băcescu Mihai, Bejdedeanu Mirela, Bologa Vasilica, Ciobănea Ion, Costel Maria, Floarea Doina, Floarea Gheorghe, Maria Ana, Mărgescu Gabriela, Moraru Mioara și alții. Lucrările tinerelor talente (desene și picturi, guașcă sau carioca, icoane pe sticlă) executate într-o manieră originală sunt inspirate din evenimente cruciale ale istoriei neamului românesc, din viața satului natal, ori din scene biblice. 

## Patrimoniul cultural-istoric
Biserica Bătiești (1881) a fost ctitorită de preot Petre Brătiescu și enoriașii satelor: Bătiești, Mâzgana, Huluba, împroprietăriți prin reforma agrară din 1864, de Alexandru Ioan Cuza, în semn de recunoștință, pentru că „Dumnezeu i-a dăruit cu pământ”. Intervențiile de restaurare au vizat adăugarea pridvorului (1939) și construirea cafasului, pictura murală fiind refăcută de Vasile Ionescu-Boțești în anul 1943.
Biserica Bârzești (1875-1878)  a fost ctitorită de Costache Crasan, preot I. Mărgescu, învățător I. Busuiocescu ș.a., pe locul unei biserici de lemn ruinate. Intervențiile au fost consolidarea soclului (1937), refacerea pridvorului (1964), pictura murală fiind refăcută de Ion Nicolae-Pitești (1878). În centrul naosului, este fixată, în ciment, crucea preotului paroh Nicolae, mort în anul 1881.
Biserica Vultureștii de Jos (1865) a fost ctitorită de Niță Popescu, Ion Constantinescu ș.a., în locul unei biserici de lemn construite în 1808, care fusese vândută credincioșilor satului Călugărița (Jarcaleți), actualmente, Merișani, din jud. Teleorman. Intervențiile terapeutice au vizat reparații generale (1955-19576). Pictura murală a fost executată de Iancu Bălăceanu din Câmpulung-Muscel (1866) și refăcută de Vasile Blendea (1957).
Biserica Vultureștii de Sus (1870) a fost ctitorită de preot Nicolae Băcescu și soția sa, Păuna, Ion Constantinescu, Moise Popescu, Maria Mărgescu, Andrei Dumitrache. Intervențiile de restaurare au vizat refacerea acoperișului (1927), refacerea ferestrelor (1937), refacerea tencuielilor exterioare și interioare (1943). Pictura murală a fost executată de Voicu zugrav-Pitești, Vasile Alexiu-Pitești și Nicolae Apostol-Mioveni (1870), fiind refăcută de Vasile Ionescu-Boțești (1943).

## Demografie
Componența etnică a comunei Vulturești
     Români (95,06%)
     Alte etnii (0,32%)
     Necunoscută (4,62%)
Componența confesională a comunei Vulturești
     Ortodocși (94,84%)
     Alte religii (0,18%)
     Necunoscută (4,98%)
Conform recensământului efectuat în 2021, populația comunei Vulturești se ridică la 2.773 de locuitori, în scădere față de recensământul anterior din 2011, când fuseseră înregistrați 2.887 de locuitori. Majoritatea locuitorilor sunt români (95,06%), iar pentru 4,62% nu se cunoaște apartenența etnică. Din punct de vedere confesional, majoritatea locuitorilor sunt ortodocși (94,84%), iar pentru 4,98% nu se cunoaște apartenența confesională.

## Politică și administrație
Comuna Vulturești este administrată de un primar și un consiliu local compus din 11 consilieri. Primarul, Liviu-Eugen Poșircă[*], de la Partidul Social Democrat, este în funcție din octombrie 2020. Începând cu alegerile locale din 2024, consiliul local are următoarea componență pe partide politice:
|  | Partid                          | Consilieri | Componența Consiliului | Componența Consiliului | Componența Consiliului | Componența Consiliului | Componența Consiliului | Componența Consiliului | Componența Consiliului |
|  | ------------------------------- | ---------- | ---------------------- | ---------------------- | ---------------------- | ---------------------- | ---------------------- | ---------------------- | ---------------------- |
|  | Partidul Social Democrat        | 7          |                        |                        |                        |                        |                        |                        |                        |
|  | Partidul Național Liberal       | 3          |                        |                        |                        |                        |                        |                        |                        |
|  | Alianța pentru Unirea Românilor | 1          |                        |                        |                        |                        |                        |                        |                        |

## Personalități din comuna Vulturești
- BICHI, Constantin (1928-2000) - profesor, economist, publicist. Doctor în științe economice la Moscova (1959). Inspector în Ministerul Învățământului (1959 -1962), profesor universitar la ASE București (1962-1004). Opera: Dicționar de economie politică, în colaborare.
- MĂRGESCU, Ion (1932-2005) - învățător, inițiator și coordonator al „Cercului de pictură naivă al copiilor din Vulturești”, desenele elevilor fiind apreciate la expoziții din lume. Opera: Culorile Vultureștiului (album de artă naivă al copiilor din Vulturești-Argeș), 1974.
- POPESCU-Argeșel Ion (1935-2004) - profesor, geograf și istoric. Opera: „Mânăstirile și bisericile din Muscel la cumpăna dintre milenii”, București, 2000; autor al unor studii și articole pe teme de istorie, toponimie, geografia așezărilor, etnografie zonală.